# Itami
Itami (japonsky 伊丹市) je město v prefektuře Hjógo v Japonsku. K roku 2019 v něm žilo přes 198 tisíc obyvatel.

## Poloha a doprava
Itami leží v jižní části největšího japonského ostrova Honšú. Patří do prefektury Hjógo v oblasti Kansai, ale nejvýraznější vazby má na Ósaku v sousední prefektuře Ósaka, které je fakticky jedním ze severních satelitů.
V Itami je letiště Ósaka-Itami, které od postavení mezinárodního letiště Kansai v roce 1994 obsluhuje pouze vnitrostátní lety.

## Dějiny
Současné město vzniklo ze správního hlediska 10. listopadu 1940.
V roce 1995 bylo město značně poničeno zemětřesením v Kóbe.

### Rodáci
- Jóko Minamino (*1967), zpěvačka a herečka
- Mamoru Takuma (1964–2004), masový vrah